# Live aus Berlin
Live aus Berlin (от немски: „На живо от Берлин“) е запис на концерт на немската индъстриъл метъл група Rammstein през 1998 г. Записът е разпространен в няколко формата:
- CD (15 песни)
- 2 CD Ограничено издание (18 песни + Мултимедийно съдържание)
- Цензурирано Видео/DVD (Без „Bück dich“)
- Нецензурирано Видео (Включително и „Bück dich“)

## Списък на песните в CD-то
1. „Spiel mit mir“ („Играй си с мен“) – 5:22
2. „Bestrafe mich“ („Накажи ме“) – 3:49
3. „Weißes Fleisch“ („Бяла плът“) – 4:35
4. „Sehnsucht“ („Копнеж“) – 4:25
5. „Asche zu Asche“ („Прах при прахта“) – 3:24
6. „Wilder Wein“ („Буйно вино“) – 5:17
7. „Heirate mich“ („Ожени се за мен“) – 6:16
8. „Du riechst so gut“ („Ухаеш толкова хубаво“) – 5:24
9. „Du hast“ („Ти имаш“) – 4:27
10. „Bück dich“ („Надупи се“) – 5:57
11. „Engel“ („Ангел“) – 5:57
12. „Rammstein“ – 5:29
13. „Laichzeit“ („Размножителен период“) – 5:14
14. „Wollt ihr das Bett in Flammen sehen?“ („Искаш ли да видиш леглото в пламъци?“) – 5:52
15. „Seemann“ („Моряк“) – 6:54

## Списък на песните в ограниченото издание
- CD1

1. „Spiel mit mir“ („Играй с мен“) – 6:09
2. „Herzeleid“ („Болка в сърцето“) – 3:57
3. „Bestrafe mich“ („Накажи ме“) – 3:48
4. „Weißes Fleisch“ („Бяла плът“) – 4:36
5. „Sehnsucht“ („Longing“) – 4:25
6. „Asche zu Asche“ („Прах при прахта“) – 3:24
7. „Wilder Wein“ („Буйно вино“) – 5:57
8. „Klavier“ („Пиано“) – 4:50
9. „Heirate mich“ („Ожени се за мен“) – 7:47
10. „Du riechst so gut“ („Ухаеш толкова хубаво“) – 5:25
11. „Du hast“ („Ти имаш“) – 4:27 (listed as 4:36)
12. „Bück dich“ („Наведи се“) – 6:03

- CD2

1. „Engel“ („Ангел“) – 6:43 (listed as 6:31)
2. „Rammstein“ – 5:42
3. „Tier“ („Животно“) – 3:42
4. „Laichzeit“ („Размножителен период“) – 5:13
5. „Wollt ihr das Bett in Flammen sehen?“ („Искаш ли да видиш леглото в пламъци?“) – 6:15
6. „Seemann“ („Моряк“) – 9:56 (вкл. „Was hast du mit meinem Herz getan?“ outro, от Nicholas Lens)

CD-ROM tracks: „Tier“, „Asche zu Asche“ and „Wilder Wein“.